# GKSS-Forschungszentrum Geesthacht
GKSS-Forschungszentrum Geesthacht este o arie protejată (arie specială de conservare — SAC, sit de importanță comunitară — SCI) din Germania întinsă pe o suprafață de 0,2 ha, integral pe uscat.

## Localizare
Centrul sitului GKSS-Forschungszentrum Geesthacht este situat la coordonatele 53°24′37″N 10°25′38″E / 53.4103°N 10.4272°E.

## Înființare
Situl GKSS-Forschungszentrum Geesthacht a fost declarat sit de importanță comunitară în septembrie 2004 pentru a proteja 2 specii de animale. Situl a fost protejat și ca arie specială de conservare în ianuarie 2010.

## Biodiversitate
Situată în ecoregiunea atlantică, aria protejată nu include niciun habitat protejat.
La baza desemnării sitului se află mai multe specii protejate de  mamifere (2): liliac cu urechi mari (Myotis bechsteinii), liliac comun (Myotis myotis)
Pe lângă speciile protejate, pe teritoriul sitului au mai fost identificate 3 specii de mamifere.